# Palacio Meroni
El Palacio Meroni (Palazzo Meroni en italiano) es un palacio histórico de Milán en Italia situado en el nº 2 del corso di Porta Romana.

## Historia
El edificio, proyectado por los arquitectos Cesare Penca y Cesare Penati, fue construido entre el 1914 y el 1924.

## Descripción
El palacio presenta uno estilo ecléctico caracterizado por la coexistencia de elementos modernistas y del academicismo francés. El palacio posee también una grande cúpula hexagonal.